# Azy-sur-Marne
Azy-sur-Marne es una comuna francesa, situada en el departamento de Aisne, de la región de Alta Francia.

## Demografía
| 200 | 222 | 286 | 326 | 372 | 381 | 372 | 396 |
| Para los censos de 1962 a 1999 la población legal corresponde a la población sin duplicidades (Fuente: INSEE [Consultar]) |     |     |     |     |     |     |     |